# Liberanovi (1979.)
Liberanovi, drama Televizije Zagreb iz 1979. godine o borbi starih i zastarjelih naspram novih i naprednih ideja.
Film je počeo sa snimnjem sredinom sprnja 1979. u mjestu Vid kod Metkovića. Posebnost filma su autentične scene snimljene na derneku, sajmu s narodnim veseljem koji se tradicionalno održava na dan zaštitnika mjesta, Gospe Snježne. Nastao je iz Šešeljeve radio drame Vid, a uz drame Lov i Zid, dio je njegove radio dramske trilogije zvane Pogani Narentini.
Premijerno je prikazan 22. listopada 1979. na ondašnjem Prvom programu TV Zagreb.

## Radnja
Radnja se odvija oko starog Liberana i njegove obitelji koji žive u dolini Neretve. Liberan koji se protivi promjenama i pokušava sačuvati tradiciju, ne želi prodati svoje imanje na kojem bi trebali biti izgrađeni destilerija i podrum. Na suprotnoj je strani njegov mlađi sin Božo, politički aktivist koji promjene smatra neminovnima i pokušava uvjeriti oca da je to ono što im treba. Stariji sin Grga, gastarbajter, svojim razumijevanjem i oca i brata postaje posrednik između njih dvojice.

## Glumačka postava
- Zvonko Torjanac kao Liberan
- Dana Kurbalija kao Jurka
- Ivo Gregurević kao Božo
- Zdenko Jelčić kao Grga

### Ostale uloge
- Fabijan Šovagović kao Šimun
- Ante Vican
- Ana Bikić
- Marija Sekelez
- Franjo Majetić kao brijač Andrija Dropulić
- Niko Pavlović
- Tošo Jelić
- Tomislav Lipljin
- Otokar Levaj kao Božov kolega
- Vladimir Obleščuk
- Duško Gruborović
- Ljubomir Ratković
- Branimir Vidić kao Grgin prijatelj
- Stjepan Bahert
- Petar Dobrić
- Ilija Zovko
- Zoran Markota
- Ivica Jerković

## Vanjske poveznice
- Liberanovi u internetskoj bazi filmova IMDb-a